# Constante de los inversos de Fibonacci
La constante de los inversos de Fibonacci, o ψ, se define como la suma de los recíprocos de los números de Fibonacci:
{\displaystyle \psi =\sum _{k=1}^{\infty }{\frac {1}{F_{k}}}={\frac {1}{1}}+{\frac {1}{1}}+{\frac {1}{2}}+{\frac {1}{3}}+{\frac {1}{5}}+{\frac {1}{8}}+{\frac {1}{13}}+\cdots .}
La razón entre dos términos consecutivos de esta suma tiende al inverso del número áureo. Como este número es menor que 1, el criterio de d'Alembert establece que la suma converge.
Se sabe que ψ es aproximadamente igual a
{\displaystyle \psi \approx 3.359885666243177553172011302918927179688905133731\dots .}
No se conoce una fórmula cerrada que dé el valor de ψ, pero Gosper describe un algoritmo para obtener una aproximación rápida de su valor.
ψ es irracional. Esta propiedad fue conjeturada por Paul Erdős, Ronald Graham y Leonard Carlitz, y comprobada en 1989 por Richard André-Jeannin.
La representación de esta constante en fracción continua es:
{\displaystyle \psi =[3;2,1,3,1,1,13,2,3,3,2,1,1,6,3,2,4,362,2,4,8,6,30,50,1,6,3,3,2,7,2,3,1,3,2,\cdots ]\!\,.}